# Миссия Бартелеми
Миссия Бартелеми — военно-разведывательная и дипломатическая миссия, направленная в Польшу главнокомандующим войсками Антанты в Юго-Восточной Европе маршалом Л. Франше Д’Эспре с целью урегулирования польско-чехословацкого и польско-украинского вооруженных конфликтов.
Состояла из 70 (преимущественно французских) офицеров во главе с генералом Ж. Бартелеми. 19 января 1919 г. миссия через Прагу и Варшаву прибыла в Краков, где установила доверительные отношения с польскими властями. На поезде, которым миссия добралась до Львова, было отправлено оружие для польских частей, что вызвало протест митрополита А. Шептицкого.
Позиция миссии Бартелеми относительно украинско-польской войны 1918—1919 гг. исходила из далеких от реалий оптимистических заверений командующего армией «Восток» Т. Розвадовского и была ориентирована не на заключение перемирия, а лишь на прекращение огня. Миссия Бартелеми сначала дважды отказывалась вести переговоры о перемирии с представителями Украинской Галицкой армии, переговоры начались только 1 февраля и завершились безрезультатно.
С прибытием 13 февраля 1919 г. в Варшаву из Парижа Международной комиссии по польским делам под руководством Ж.Нуланса миссия Бартелеми стала её подразделением. В тот же день руководство миссии участвовало во встрече с Ю. Пилсудским. 14 и 15 февраля 1919 г. комиссия Ж. Нуланса обсудила доклад миссии Бартелеми о положении дел в Восточной Галиции. Затруднительное положение польских войск обусловило решение направить миссию Бартелеми на ускорение подписания перемирия. 22 февраля командующий УГА М. Омельянович-Павленко согласился прекратить военные действия на сутки. В ночь с 23 на 24 февраля во Львове было подписано соответствующее соглашение, а 25 февраля там же начались переговоры о перемирии. Попытки членов делегации ЗУНР Е. Витвицкого, М. Лозинского, А. Бурачинского, В. Тенницкого, представителей УГА обосновать позицию украинской стороны оказались тщетными. В то же время, делегат США Роберт Говард Лорд заверил поляков, что «исторические и политические права» Польши будут защищены, к ней отойдут Львов и нефтяные месторождения Прикарпатья. 27 февраля миссия Бартелеми и украинские делегаты выехали в г. Ходоров, где в штаб-квартире УГА в присутствии высших руководителей ЗУНР Е. Петрушевича и В. Голубовича встретились с С. Петлюрой. Надежды руководителей ЗУНР на поддержку со стороны руководителя УНР не оправдались. 28 февраля 1919 г. во Львове миссия Бартелеми в ультимативной форме потребовала от делегатов ЗУНР согласия на заранее выработанные условия перемирия.
Статья 1 соглашения провозглашала: перемирие чисто военное, оно никак не будет влиять на будущее решение Парижской мирной конференции (1919—1920), но будет продолжаться до его провозглашения. Статья 2 содержала описание «линии Бартелеми», за которую на востоке отводились части УГА — от северной границы Галиции вдоль р. Западного Буга на юг, оставляя полякам города Каменку (ныне г. Каменка-Бугская) и Бобрку, далее Николаев, Турчанский и Дрогобычский поветы. С обеих сторон «линии Бартелеми» образовывалась 3-километровая нейтральная зона (ст. 4). Статья 5 предусматривала освобождение военнопленных и интернированных. Статьи 6, 7 и 8 запрещали отчуждение собственности, конфискованные имения возвращались владельцам. Статьи 9-11 регулировали эксплуатацию нефтяных месторождений, продажу горючего. УГА обязывалась временно их охранять. Эти и другие вопросы, связанные с эксплуатацией месторождений, регулировались «Дополнительным договором по нефти». Контроль за выполнением условий перемирия брали на себя Антанта и США.
Условия перемирия были крайне невыгодными для УГА, ухудшали положение ЗУНР, перспективы национального освобождения, борьбы на западно-украинских землях. Украинское общество Восточной Галиции — военное и мирное население — решительно не восприняли условия перемирия, продиктованные миссией Бартелеми. В ночь на 1 марта 1919 г. командование УГА расторгло договоренность о прекращении огня. В ответ миссия Бартелеми выдвинула новый ультиматум и 2 марта 1919 г. покинула Львов.